# HKU5-CoV-2
O HKU5-CoV-2 é uma nova cepa de coronavírus identificada em morcegos na China no ano de 2025. Este vírus pertence ao subgênero Merbecovirus, que também inclui o vírus causador da Síndrome Respiratória do Oriente Médio (MERS). Pesquisas indicam que o HKU5-CoV-2 utiliza o receptor ACE2 para entrar em células, semelhante ao SARS-CoV-2, responsável pela pandemia de COVID-19. Embora ainda não tenha sido detectado em humanos, sua capacidade de se ligar ao receptor humano sugere um potencial risco zoonótico, destacando a importância de monitoramento contínuo.
De acordo com pesquisadores do Instituto de Virologia de Wuhan, na China, que identificaram o SARS-CoV-2, o vírus HKU5-CoV-2, descoberto em morcegos, possui potencial para infectar humanos. Este vírus utiliza o receptor ACE2 para entrar nas células humanas, similar ao SARS-CoV-2, indicando a possibilidade de transmissão direta de morcegos para humanos sem a necessidade de um hospedeiro intermediário.

Especialistas enfatizam a necessidade de vigilância, pois o vírus HKU5-CoV-2 têm o potencial de causar pandemias. A Organização Mundial da Saúde observa que, embora o HKU5-CoV-2 pode se espalhar por contato próximo a morcegos, não houve transmissão entre humanos e não há vacina disponível para o vírus.